# Денис Асанис
Денис Асанис (енгл. Dennis Assanis), рођен као Дијонисијос Н. Асанис је амерички академски администратор, научник, инжењер и аутор грчког порекла. Он је 28. председник Универзитета Делавера, позицију коју је он имао од 6. јуна 2016. године.

## Биографија
Асанис био је рођен у Атини у Грчкој. Асанис је добио свој бакалуреат у поморском инжењерству у Универзитету у Њукастлу у Енглеској 1980. године. У Масачусетском институту технологије, добио је три мастера академске студије: поморска архитектура и инжењерство (1982), машинство (1982) и руководство (1986). У МИТ-у је такође добио докторат из филозофије 1985. године.

## Каријера
Асанис је био проректор и виши потпредседник за академска послова у Универзитету у Стони Бруку, позицију коју је имао од 2011. до 2016. године. Он је такође био потпредседник за афере Националне лабораторије у Брукхевену.
Асанис је био Џон Р. и Беверли С. Холт професор инжењерства и Артур Ф. Турнау професор у Универзитет Мичигена, оснивајући директор Америчко-кинеског истраживачког центра чисте енергије за чиста возила и директор Лабораторије за аутомобиле Универзитета у Мичигену.
Од 1996. до 2002. био је оснивач и директор Програма за аутомобилско инжењерство на Универзитету у Мичигену, а од 2002. до 2007. председавајући катедре за машинство. Затим је био директор Аутоматског истраживачког центра од 2002. до 2009. Оснивач је био директор Сарадничке истраживачке лабораторије за напредне системе мотора Џенерал моторс-Универзитет Мичигена од 2002. до 2011. године.
2008. године Асанис је изабран у Националну академију инжењеринга, која је цитирала његов „научни допринос побољшању уштеде горива и смањењу емисије издувних гасова мотора са унутрашњим сагоревањем, као и промовисању образовања за аутомобилско инжењерство“.
Маја 2022. године, председник Џо Бајден именовао је Асаниса као члана Председничког савета саветника науке и технологије.